# 렛 잇 스노우 (2019년 영화)
《렛 잇 스노우》(영어: Let It Snow)는 2019년 미국의 크리스마스 로맨틱 코미디 영화이다. 존 그린, 로런 미러클, 모린 존슨이 쓴 연작소설 《렛 잇 스노우》를 원작으로 한 작품으로, 루크 스넬린 감독이 연출하였다. 이저벨라 모너, 셔메이크 무어, 오데야 러시, 키어넌 십카, 미첼 호프, 리브 휴슨, 조앤 큐잭이 출연한다.
2019년 11월 8일 넷플릭스에서 공개되었다.

## 줄거리
크리스마스 이브 날. 일리노이주의 작은 마을 로럴(Laurel)에서 이야기가 펼쳐진다. 파티를 좋아하는 키언은 부모님이 여행을 떠난 틈을 타 집에서 파티를 열려고 하지만 폭설 때문에 여행이 취소되어 낙담한다. 줄리는 컬럼비아 대학교에 합격하지만 병이 있는 홀어머니와 할아버지만 남겨두고 대학에 갈 수 없어 고민한다. 친구처럼 지내는 '듀크'에게 고백하고 싶은 소심쟁이 토빈은 유륜에 난 털을 밀려다가 셔츠를 피로 물들인다. 애디는 남자친구인 젭이 바람이 난 것 같아서 친구 도리의 차를 타고 젭네 집에 가지만 젭은 다른 여자와 놀러간 뒤였다. 동네 식당 '와플 타운'에서 일하는 도리는 가게에서 전 여친 케리가 있는 것을 발견하고 쿨하게 대하려 하지만 망치기만 한다. 한편 도리와 함께 와플 타운에서 일하는 키언은 집 대신 가게에서 파티를 열자고 생각하게 된다.
기차를 타고 귀가하던 줄리는 기차 안에서 유명 팝 스타 스튜어트 베일과 우연히 마주친다. 스튜어트가 핸드폰을 떨어뜨리자 줄리가 주워주는데, 스튜어트가 줄리를 파파라치로 오해하자 줄리가 화를 내고, 곧 사과한다. 폭설로 인해 기차가 멈춰 버리자 줄리는 집까지 걸어가자는 생각으로 기차에서 내리고, 스튜어트도 흥미를 느껴 따라 내린다. 둘은 '와플 타운'에 들러 같이 식사를 한다. 식당에 있던 케리 일행이 스튜어트를 알아보고 몰려 들자 스튜어트는 화장실 창문으로 도망치고 줄리도 따라 나온다. 둘은 서로의 사정 ― 집안 사정 때문에 대학에 가지 못하는 것과, 유명 스타의 고충 등을 이야기하며 서로를 알아간다. 썰매를 타고 놀다가, 줄리의 집에 도착한다. 스튜어트는 줄리네 가족과 금세 친해졌고 줄리가 대학에 입학하면 자기 돈으로 가족들을 도와주겠다고 제안한다. 줄리는 불쾌해 하지만 스튜어트는 줄리를 좋아하게 되어서 그런 것이라고 하고 둘은 키스한다. 그러나 스튜어트의 매니저가 스튜어트를 잡으러 오면서 두 사람은 헤어진다. 줄리의 엄마는 딸에게 자신은 괜찮다면서 원하는 바를 쫓으라고 말한다.
젭을 쫓아서 괴짜 은박지 아줌마의 견인차를 타고 와플 타운에 온 애디는 곧 다른 여자아이와 함께 있는 젭을 발견한다. 싸우다가 홧김에 여자아이에게 음료수를 부어버리고는 가게를 뛰쳐 나오는데, 도리가 진정시키려고 애디를 붙잡아 보지만 실패한다. 나중에 애디는 은박지 아줌마를 다시 만나서 조언을 듣고 도리에게 사과하러 다시 돌아간다. 한편 도리는 화장실에서 단 둘이 케리를 만났고 케리가 자기를 잊은 게 아님을 알게 된다.
토빈과 듀크는 듀크의 친구 JP가 여는 파티에 초대받는다. 토빈은 잘생긴 JP를 질투하게 된다. 하키 경기에서 담당 일진을 만나 된통 깨지고는 듀크와 JP를 데리고 그들의 술통을 훔쳐 차를 타고 달아나고, 간신히 따돌리긴 하지만 차가 도랑에 빠져 움직일 수 없게 된다. 견인차를 기다리며 교회에서 시간을 보내던 중 JP와 허물 없이 춤을 추는 듀크를 보고 기분이 상해 듀크와 싸우고 혼자 뛰쳐나온다. 은박지 아줌마의 견인차가 토빈의 차를 끌고 와플 타운으로 오고, 토빈은 술통을 키언의 파티장에 배달한다.
파티에서, 듀크는 토빈을 뒤쫓아 왔고 토빈은 듀크에게 비로소 사랑을 고백하며 사귀게 된다. 애디는 도리와 화해하고, 케리는 도리를 동경하던 속내를 털어놓으며 친구들에게도 커밍아웃한다. 줄리는 파티에 왔다가 돌아온 스튜어트와 만나 뉴욕에 같이 가기로 한다. 키언의 파티는 밤새도록 이어져 크리스마스를 밝힌다.

## 출연
- 이사벨라 모너 - 줄리 레예스
- 셔메이크 무어 - 스튜어트 베일
- 오데야 러쉬 - 애디
- 키어넌 십카 - "듀크" 앤지
- 미첼 호프 - 토빈
- 제이컵 배털론 - 키언
- 리브 휴슨 - 도리
- 애나 아카나 - 케리
- 마일스 로빈스 - 빌리(와플 타운에서 일하는 키언의 동료)
- 매슈 노스카 - JP 라피어
- 다시 카든 - 키라(스튜어트의 엄격한 매니저)
- 앤드리아 데올리베이라 - 데비(줄리네 엄마)
- 빅터 리버스 - 줄리네 할아버지
- 메이슨 구딩 - 젭
- 조앤 큐잭 - 은박지 아줌마(견인차를 끌고 다니며 은박지로 만든 모자와 겉옷을 두르고 다니는 수수께끼의 아줌마)

## 원작 소설과의 차이점
- '주빌레 두걸'의 이름이 '줄리 레예스'로 바뀌었다.
- 실제 와플 가게 체인 '와플 하우스'가 '와플 타운'으로 바뀌었다.
- 배경이 버지니아주 리치먼드에서 일리노이주의 '로럴'이라는 가공의 마을로 바뀌었다.
- 소설에서는 주빌레의 남자친구 '노아'가 있었고 주빌레가 노아와 헤어지고 스튜어트를 만나는 것이 주 이야기였다. 영화에서는 노아가 삭제되고 줄리의 대학 문제에 대한 고민이 주 소재가 되었다.
- 애디와 젭은 소설에서는 이야기 시작 전에 이미 결별했었고 결말에서 다시 사귀게 되지만, 영화에서는 젭을 의심해서 헤어지는 과정을 다루고 있고 재결합하지도 않는다.
- 애디 이야기의 주 소재였던 돼지의 역할은 영화에선 삭제되고 엔딩 장면에 잠깐 나오는 것으로 비중이 줄어들었다.
- 애디의 레즈비언 친구 '도리'와 '케리' 커플의 사이드 스토리가 추가되었다.

## 제작 과정

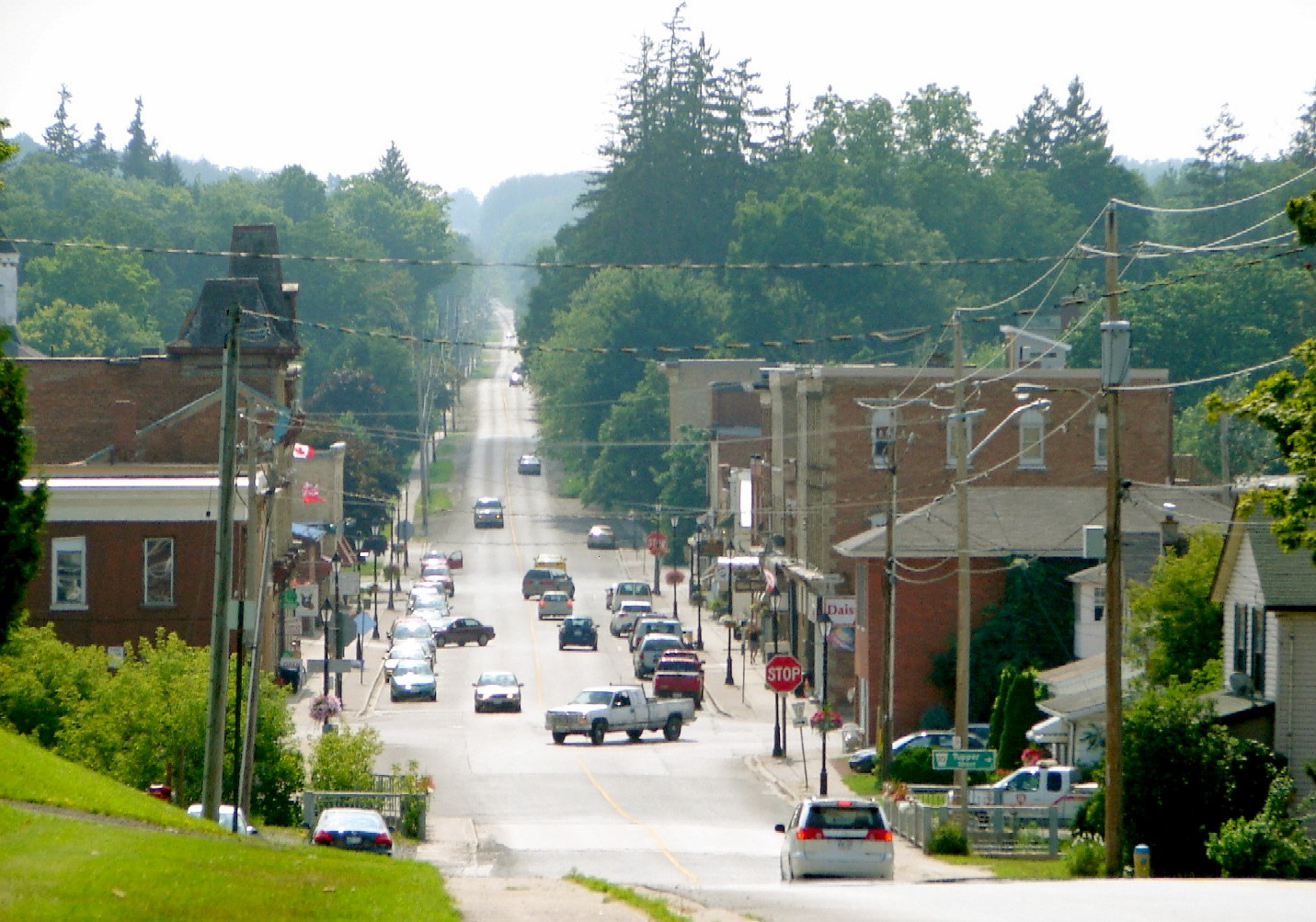
영화의 오프닝 풍경을 촬영한 온타리오주 밀브룩 거리

유니버설 픽처스가 2014년 9월 원작 《렛 잇 스노우》의 판권을 샀다. 2016년 루크 스넬린이 감독으로 내정되었다. 《렛 잇 스노우》는 스넬린 감독의 첫 장편 영화 연출작이 되었다. 2018년 12월에 넷플릭스에서 방영되는 것이 발표되었다. 이듬해 1월 키어넌 십카, 이저벨라 모너, 셔메이크 무어, 오데야 러시 등의 출연진이 발표되었다.
영화는 2019년 2~3월경 촬영되었다. 촬영 장소는 캐나다 온타리오주의 밀브룩, 토론토 일대였다. 극중 교회 장면은 조지타운의 연합장로교회(Union Presbyterian Church)에서 촬영되었다.

## 평가
《렛 잇 스노우》는 로튼 토마토에서 24명의 평가로 83%의 신선도를 획득했다. 전반적인 평가는 '클리셰에 기댔고 그것을 숨기려 하지도 않지만 어쨌든 효과적으로 활용되고 있으며, 배우들의 훌륭한 앙상블과 연휴에 즐길 만한 적당한 재미를 제공한다'이다. IMDb에서는 12,000명의 유저들에게 평균 10점 만점에 5.8점의 평가를 얻었다. 왓챠에서는 1,100명이 평균 5점 만점의 2.7점의 평점을 주었다.
가디언지의 벤저민 리(Benjamin Lee)는 '플롯이나 대사에 특출한 점은 없지만 각본의 전형성에서 위트와 정겨움을 주었다'고 평가하며, 이저벨라 모너와 셔메이크 무어를 비롯한 배우들의 케미, 신선하고 탈클리셰적인 퀴어 로맨스를 호평하였다. 콜라이더지의 애덤 치트우드(Adam Chitwood)는 《렛 잇 스노우》를 98년도 하이틴 영화 《더 이상 참을 수 없어》와 비교하여 2019년 크리스마스 버전 업데이트라고 언급하며, 배우의 연기를 칭찬했지만 영화의 다중 플롯 방식에는 장단점이 있는 것으로 분석했다.

## 기타
- 기획: 보우 바우만, 브렌단 퍼거슨

## 같이 보기
- 크리스마스 영화 목록